# 特雷夫勒河
特雷夫勒河（法語：Trèfle，法語發音：[tʁɛfl] ⓘ）是法国新阿基坦大区夏朗德省与滨海夏朗德省的河流，是瑟涅河的右支流，长47.3千米，发源自孔代翁，于莫纳克流入瑟涅河。